# Jane Bell
Florence Isabel "Jane" Bell  (Toronto, 2 de junho de 1910 - Fort Myers, 1 de julho de 1998) foi uma atleta e campeã olímpica canadense.
Uma atleta desde criança, era chamada de "Calamity Jane" por seu pai, um jogador canadense de lacrosse de alto nível, que lhe incutiu o amor pelos esportes. Com treze anos, já competia contra equipes femininas de atletismo nos Estados Unidos.
Aos 18 anos, integrou a equipe canadense aos Jogos Olímpicos de Amsterdã, como a mais nova atleta de toda a delegação. Em Amsterdã ela integrou o revezamento 4x100 m junto com Fanny Rosenfeld, Ethel Smith e Myrtle Cook, que derrotou as norte-americanas e conquistou a medalha de ouro com um novo recorde olímpico e mundial.
O retorno das campeãs - parte das "Matchless Six", como eram assim chamadas pela imprensa do país as seis primeiras mulheres canadenses a participarem dos Jogos Olímpicos (grupo formado por Bell, Smith, Rosenfeld, Cook, Ethel Catherwood, medalha de ouro no salto em altura e Jean Thompson, 4ª nos 800 m) - ao Canadá, teve uma das maiores manifestações populares da história do país,  com desfiles nas ruas de Toronto e Montreal. Em Toronto, a imprensa estimou em mais de 200 mil pessoas presentes à Toronto's Union Station, a estação de trem da cidade, e mais de cem mil ao longo das ruas, para dar uma recepção de heroínas às quatro campeãs olímpicas.
Atleta prolífica, que praticava natação, golfe e curling, em 1929 também foi a campeã canadense de lançamento de dardo, lançadora de beisebol e das 60 jardas no atletismo. Anos mais tarde, ela mudou-se para os EUA e tornou-se cidadã americana. Quando morreu, aos 88 anos, era mais antiga atleta canadense participante dos Jogos de 1928 ainda viva.